# Luc Chatel

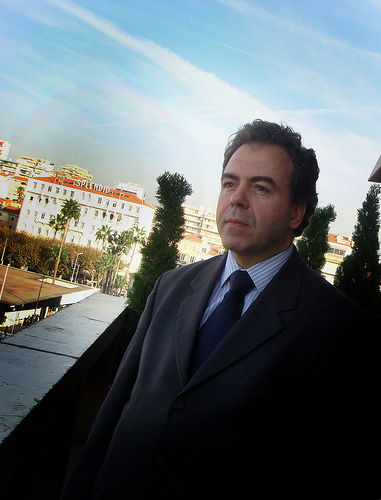
Luc Chatel, 2008

Luc Chatel (* 15. August 1964 in Bethesda, Maryland, USA) ist ein französischer Politiker der UMP.

## Leben
Chatel studierte an der Universität Paris 1 Panthéon-Sorbonne. Von 2002 bis 2007 war er Abgeordneter der französischen Nationalversammlung. Seit 2008 ist Chatel Bürgermeister von Chaumont im Département Haute-Marne. Von 2009 bis 2012 war er als Nachfolger von Xavier Darcos im Zweiten und Dritten Regierungskabinett von François Fillon Bildungsminister im französischen Ministerium für Bildung, Jugend und Vereinswesen. Seit dem 19. November 2012 war er stellvertretender Vorsitzender (Vice-président délégué) der UMP unter dem Parteivorsitzenden Jean-François Copé. Nach dessen Rücktritt wurde Chatel am 10. Juni 2014 zum Generalsekretär berufen.